# Maun, Bocvana
Maun je drugo največjo naselje v Bocvani. Leta 2022 je imel 85.293 prebivalcev. Maun je »turistična prestolnica« Bocvane in upravno središče okrožja Ngamiland. Francistown in Maun povezuje cesta A3. Maun je tudi sedež številnih safari in letalskih čarterskih poletov, ki organizirajo izlete v Okavangovo delto.
Čeprav je Maun uradno še vedno vas, se je hitro razvil iz podeželskega obmejnega mesta in razširil vzdolž reke Thamalakane. Zdaj ima nakupovalna središča, hotele in koče ter storitve najema avtomobilov, čeprav ohranja podeželsko vzdušje in lokalni pripadniki plemen še naprej pripeljejo svojo živino v Maun na prodajo. Skupnost je razporejena vzdolž širokih bregov Thamalakane, kjer je še vedno mogoče videti rdeče lečve, ki se pasejo poleg lokalnih oslov, koz in goveda.

## Etimologija
Ime Maun izhaja iz besede Seyei 'maung', ki se prevaja kot 'kraj rečnega trstičja'. Pred prihodom Batavanov je bil Maun majhna vas Yei. Vas je leta 1915 postala glavno mesto ljudstva Batavana. Glavno mesto je bilo preneseno iz Totenga po zmagi nad ndebelskim kraljem Lobengulo.

## Zgodovina
Naselje je bilo ustanovljeno leta 1915 kot plemenska prestolnica ljudstva Batavana in je slovelo kot mesto s trdoživim življenjem na 'divjem zahodu', ki je bilo gospodarsko središče lokalne živinoreje in lova. Vendar pa se je Maun z rastjo turistične industrije in dokončanjem asfaltne ceste iz Nate v zgodnjih 1990-ih hitro razvil in izgubil velik del svojega starega podeželskega značaja. Danes v njem živi več kot 85.000 ljudi.
Maun je danes cvetoče turistično mesto, zloglasen po napadu oslov in v manjši meri koz. Te živali je mogoče videti po mestu, ko se lokalni kmetje pripeljejo v neštetih taksijih, da bi prodali svoje blago ob robniku ceste.
Z dotokom denarja od turizma so tipične tradicionalne rondavele nadomestile kvadratne hiše iz betonskih blokov, strehe katerih so pločevinaste in občasno strešniki. Mobilna telefonija v Maunu je odlična do približno 20 do 25 kilometrov, odvisno od vremena.
Maun postaja tudi regionalno prekladalno središče za materiale in obrtnike, ki oskrbujejo tako lokalne kampe in safari centre kot tudi cvetoče kampe za raziskovanje mineralov v severozahodni Bocvani. V trgovinah je na voljo široka paleta storitev, pa tudi veliko lokalnih podjetnikov z varilnimi podjetji, ki jih upravljajo iz zadnjega dela vozička.
Turisti pogosto priletijo na mednarodno letališče Maun. Pogosto si ti turisti najamejo popolnoma opremljene avtomobile s pogonom na vsa štiri kolesa za kampiranje in opazovanje divjadi v parkih ali pa se odpravijo na več turističnih kampov v delti Okavango ali Makgadikgadi.

## Geografija
Maun je na jugovzhodnem robu porečja Okavango. V vegetaciji okoli Mauna še vedno prevladuje Kalahari; rodovitna območja delte Okavango se začnejo le nekaj kilometrov severneje. Maun je od same delte ločen z živalsko pregrado, kakršne sistematično gradijo v Bocvani.
Skozi Maun teče reka Thamalakane, severno in južno od središča pa jo prečka most.

### Podnebje
Maun ima vroče polsušno podnebje (Köppnova podnebna klasifikacija BSh). 7. januarja 2016 je Maun zabeležil temperaturo 44,0 °C, kar je najvišja temperatura, kar jih je bila kdaj zabeležena v Bocvani.

## Gospodarstvo
Maun je izhodišče za raziskovanje večjega dela severne Bocvane; na primer je naravno središče za obiskovalce izven regije, ki želijo raziskati hribovje Tsodilo in slano kotanjo Makgadikgadi. Reka Thamalakane se izliva v reko Boteti, katere sezonski visoki tok doseže kotanjo Makgadikgadi.
Leta 2011 je imel Maun poslovalnice Barclays Bank, First National Bank Botswana, Stanbic Bank in Standard Chartered Bank z bankomati. Maun ima tri glavne hotele: Sedia Riverside Hotel, Riley's Hotel in Maun Lodge. Obstaja veliko drugih nastanitev in kampov, usmerjenih v safari posel, kot so Okavango River Lodge, Thamalakane Lodge, old Bridge Backpackers in drugi.
Spominska bolnišnica Letsholathe II je glavna referenčna bolnišnica v Maunu. Druga, zasebna bolnišnica Maun, ki je ob cesti Sedia, je bila za javnost odprta julija 2021.

## V popularni kulturi
Oddaja Top Gear: Botswana Special (4. epizoda 10. sezone), ki je bila predvajana leta 2007, vključuje segmente v Maunu. Maun je bil ponovno predstavljen v finalu serije The Grand Tour leta 2024, med katerim sta bila prisotna Lancia Beta Jeremyja Clarksona in Mercedes-Benz 230E Jamesa Maya iz posebne serije, ki sta bila najdena nekaj let prej.
Šesta in sedma etapa 22. dela ameriške televizijske oddaje The Amazing Race sta potekali v Maunu in okolici.
Glasbeni video za pesem Am I Wrong skupine Nico & Vinz je bil posnet v Maunu in v Viktorijinih slapovih v Zimbabveju.
Televizijska serija Bush Pilots iz leta 2012 je bila posneta v Maunu.